# Harry Kewell
Harold „Harry” Kewell (n. 22 septembrie 1978, Sydney, Noul Wales de Sud, Australia) este un fotbalist australian retras din activitate, care a jucat pe post de mijlocaș, atacant sau mijlocaș lateral la echipe ca Leeds United, Liverpool și Galatasaray. Pe plan internațional, are prezențe la națională pentru Australia U17⁠(d), Australia U20⁠(d) și Australia. După încheierea carierei, a devenit antrenor, și a antrenat, printre altele, Crawley Town F.C.⁠(d), Notts County și Oldham.